# Euproctis drucei
Euproctis drucei är en fjärilsart som beskrevs av Swinhoe 1903. Euproctis drucei ingår i släktet Euproctis och familjen tofsspinnare. Inga underarter finns listade i Catalogue of Life.